# Ochropleura mucidata
Ochropleura mucidata är en fjärilsart som beskrevs av Franz Dannehl 1925. Ochropleura mucidata ingår i släktet Ochropleura och familjen nattflyn. Inga underarter finns listade i Catalogue of Life.